# Marathon van Osaka 2006
De marathon van Osaka 2006 werd gelopen op zondag 29 januari 2006. Het was de 25e editie van deze marathon. Alleen vrouwelijke elitelopers mochten aan de wedstrijd deelnemen.
De Keniaanse Catherine Ndereba passeerde als eerste de finish in 2:25.05.

## Uitslagen
| rang   | naam              | land | tijd    |
| ------ | ----------------- | ---- | ------- |
| Goud   | Catherine Ndereba | KEN  | 2:25.05 |
| Zilver | Kayoko Obata      | JPN  | 2:25.52 |
| Brons  | Kiyoko Shimahara  | JPN  | 2:26.47 |
| 4      | Masami Sakata     | JPN  | 2:27.13 |
| 5      | Tomo Morimoto     | JPN  | 2:27.46 |
| 6      | Dorota Gruca      | POL  | 2:29.17 |
| 7      | Mika Okunaga      | JPN  | 2:29.56 |
| 8      | Anastasia Ndereba | KEN  | 2:32.47 |
| 9      | Lidia Şimon       | ROU  | 2:33.53 |
| 10     | Asami Obi         | JPN  | 2:34.22 |
| 11     | Kiyomi Ogawa      | JPN  | 2:37.59 |
| 12     | Risa Mizutani     | JPN  | 2:41.17 |
| 13     | Satoko Uetani     | JPN  | 2:43.09 |
| 14     | Maki Inami        | JPN  | 2:43.37 |
| 15     | Tomoko Nishimoto  | JPN  | 2:43.49 |
| 16     | Reiko Kobayashi   | JPN  | 2:44.35 |
| 17     | Junko Suzuki      | JPN  | 2:44.36 |
| 18     | Yumiko Minato     | JPN  | 2:46.07 |
| 19     | Naoko Nishiyama   | JPN  | 2:47.07 |
| 20     | Hiroko Sho        | JPN  | 2:47.14 |
| 21     | Harumi Noto       | JPN  | 2:49.48 |
| 22     | Aki Fukumori      | JPN  | 2:49.53 |
| 23     | Makiko Iwamura    | JPN  | 2:50.08 |
| 24     | Mitsuko Sato      | JPN  | 2:51.11 |
| 25     | Kaori Iwamoto     | JPN  | 2:51.15 |

1982 ·
1983 ·
1984 ·
1985 ·
1986 ·
1987 ·
1988 ·
1989 ·
1990 ·
1991 ·
1992 ·
1993 ·
1994 ·
1995 ·
1996 ·
1997 ·
1998 ·
1999 ·
2000 ·
2001 ·
2002 ·
2003 ·
2004 ·
2005 ·
2006 ·
2007 ·
2008 ·
2009 ·
2010 ·
2011 · 
2012 ·
2013 ·
2014 ·
2015 ·
2016 ·
2017